# Accords de La Uribe
Les accords de La Uribe sont le résultat de négociations entre le gouvernement de Belisario Betancur Cuartas et les FARC pour mettre fin au conflit armé colombien. Signés le 28 mars 1984, ces accords prévoyaient un cessez-le-feu complet entre les deux parties et la recherche commune d'une solution politique pour mettre fin au conflit.
À la suite de la signature de ces accords, l'Union patriotique (UP) est fondé par les FARC. Ce parti politique regroupe des guérilleros démobilisés des FARC, le Parti communiste colombien et d'autres éléments issus de la société civile. Parvenant à conquérir plusieurs municipalités à la fin des années 1980, l'UP est rapidement victime de ce qui a souvent été qualifié de génocide politique, y compris par la justice colombienne ,,.
En effet, malgré le cessez-le-feu et les accords de La Uribe, les membres de l'UP sont tués massivement : de 1985 à 1994, entre 3 000 et 5 000 membres ou sympathisants de l'UP ont été assassinés, notamment les candidats aux élections présidentielles Jaime Pardo Leal (1987) et Bernardo Jaramillo Ossa (en) (1990), ainsi que neuf autres parlementaires de la même formation de gauche. Les coupables de ces assassinats seraient, selon les cas, les forces de l'ordre, des politiciens, des narcotraficants, mais aussi les paramilitaires qui commencent à émerger,, et renforce les FARC dans leur conviction que la lutte armée est la seule voie possible vers la prise du pouvoir. Les FARC ont également, pendant cette période, tué des représentants de partis gouvernementaux. Dès 1987, le cessez-le-feu est en pratique rompu, les liens se distendent entre les FARC et l'Union patriotique, et les FARC reprennent leur confrontation avec le gouvernement, dans un contexte de violence généralisée dans le pays, non seulement par l'affrontement entre les guérillas et l'État, mais aussi par l'essor de la criminalité organisée et du narcotrafic.